# Ochicanthon kimanis
Ochicanthon kimanis là một loài bọ cánh cứng trong họ Bọ hung (Scarabaeidae).